# Northrop N-9M
Il Northrop N-9M era un velivolo di circa un terzo in scala, con ampiezza di 60 piedi, usato per lo sviluppo del bombardiere pesante a lungo raggio Northrop XB-35 e YB-35 con ali volanti full size e con apertura alare di 172 piedi.
Volato per la prima volta nel 1942, l'N-9M (M per Model) è stato il terzo di una serie di progetti di velivoli Northrop a tutte le ali che ha avuto inizio nel 1929 quando Jack Northrop è riuscito nei primi esperimenti con la sua elica a spinta singola, a doppia coda, a due boom, tutto il monoplano Northrop X-216H con rivestimento in metallo, e un decennio dopo, l'N-1M a doppia elica del 1939-1941. I pionieristici velivoli ad ali di Northrop avrebbero guidato Northrop Grumman molti anni dopo per sviluppare alla fine l'avanzato bombardiere stealth B-2 Spirit, che debuttò nel 1989 nell'inventario dell'aeronautica americana.

## Progettazione e sviluppo
Il 30 ottobre 1941, fu confermato l'ordine preliminare per lo sviluppo del bombardiere B-35 Flying Wing, che comprendeva l'ingegneria, i test e, soprattutto, un velivolo con apertura alare di 18 m, scala di un terzo, designato N-9M. Doveva essere utilizzato per raccogliere dati sulle prestazioni di volo e per familiarizzare i piloti con il design radicale e totalmente alare del programma. Il primo N-9M fu ordinato nel contratto originale, ma questo fu successivamente ampliato a tre velivoli di prova all'inizio del 1943. Un quarto fu ordinato pochi mesi dopo, dopo che un incidente del primo N-9M ne distrusse la cellula; questo quarto N-9M incorporava vari miglioramenti e aggiornamenti derivati dai test di volo, inclusi motori diversi e più potenti. I quattro velivoli erano designati N-9M-1, -2, -A e -B, rispettivamente.
La struttura N-9M è stata parzialmente costruita in legno per ridurne il peso complessivo. Anche le superfici esterne delle ali sono state rivestite con un robusto compensato laminato appositamente. La sezione centrale (più o meno equivalente alla fusoliera) era realizzata in tubolare d'acciaio saldato. L'aereo era originariamente alimentato da due motori a sei cilindri in linea da 290 CV (216 kW) Menasco C6S-1 "Buccaneer" raffreddati ad aria invertiti, guidanti eliche a due pale, ad eccezione dell'N-9MB che era alimentato da due motori da 300 CV (224 kW) Franklin XO-540-7 motori.

## Storia operativa
Il primo volo dell'N-9M avvenne il 27 dicembre 1942, con il pilota collaudatore della Northrop John Myers ai comandi. Durante i cinque mesi successivi, furono effettuati 45 voli. Quasi tutti furono interrotti da vari guasti meccanici: i motori Menasco erano la fonte primaria dei problemi. Dopo circa 22,5 ore di volo accumulato, il 19 maggio 1943 il primo N-9M si schiantò a circa 19 km a ovest della base aerea dell'esercito di Muroc (ora base aeronautica di Edwards). Il pilota, Max Constant, rimase ucciso mentre tentava di recuperare l'aereo da una rotazione a muso in giù di 60° con la mano destra. L'inchiesta ha rilevato che Constant aveva subito l'inversione del controllo, la colonna di controllo era stata premuta contro il suo petto durante il tentativo di recupero dalla ripida rotazione, impedendogli di paracadutarsi verso la salvezza. Sono state intraprese azioni per risolvere questo problema e impedire che si verificasse su altri velivoli di prova N-9M.
Quando il programma di bombardieri Flying Wing della Northrop fu cancellato, tutti i rimanenti velivoli N-9M per i test di volo, ad eccezione dell'ultimo N-9MB, furono demoliti. Per più di tre decenni, si è lentamente deteriorato fino a quando il Chino, California Planes of Fame Air Museum ha acquisito l'aereo nel 1982 e ha iniziato il processo di restauro ad alta intensità di manodopera. Per i successivi due decenni, ex dipendenti Northrop e altri volontari hanno ripristinato l'N-9MB nella sua configurazione di volo finale. Dal 1993, il Flying Wing giallo e blu è stato esposto, con dimostrazioni di volo in diversi airshow ogni anno.
Nell'aprile 2006, l'N-9MB ha subito un incendio di un motore in volo. L'aereo è atterrato in sicurezza con danni limitati. Sono state richieste donazioni al museo per la sua riparazione e l'aereo è stato completamente riparato allo stato di volo. È stato fatto volare di nuovo durante l'esibizione aerea annuale di Chino il 15-16 maggio 2010.
Il 22 aprile 2019, l'N-9MB è stato distrutto poco dopo il decollo, quando si è schiantato contro il cortile di una prigione a Norco, in California.